# 劉易斯嶺
劉易斯嶺（英語：Lewis Ridge）是南極洲的山嶺，位於沙克爾頓海岸，長26公里，處於莫頓冰川和休伊特冰川之間，該山嶺現時由南極條約體系管理。

## 外部連結
. . United States Geological Survey.   [2013-06-13].
83°13′S 167°35′E / 83.217°S 167.583°E